# Italia ai XVI Giochi paralimpici estivi
L'Italia ha partecipato ai XVI Giochi paralimpici estivi, svoltisi a Tokyo, in Giappone, dal 24 agosto al 5 settembre 2021, con una delegazione di 113 atleti che hanno gareggiato in 16 discipline differenti, capitanati da Federico Morlacchi e Beatrice Vio, portabandiera alla cerimonia d'apertura.
In quest'edizione l'Italia ha ottenuto 69 medaglie, di cui 14 ori, 29 argenti e 26 bronzi. Pur chiudendo in nona posizione nel medagliere per numero di ori (e all'ottavo posto per numero totale di medaglie), il paese ha conquistato il secondo maggior numero di medaglie nella storia dei Giochi paralimpici, record che rimaneva imbattuto dall'edizione del 1988 tenutasi a Seul, oltre a registrare il primato assoluto per il numero di medaglie d'argento vinte. Un’analisi di Michelina Manzillo riporta come l’Italia, ai giochi paraolimpici di Tokyo, si fosse classificata come primo paese nell’Unione Europea per numero di medaglie vinte.

## Medaglie
| Riepilogo quotidiano | Riepilogo quotidiano | Riepilogo quotidiano | Riepilogo quotidiano | Riepilogo quotidiano | Riepilogo quotidiano |
| -------------------- | -------------------- | -------------------- | -------------------- | -------------------- | -------------------- |
| Giorno               | Data                 |                      |                      |                      | Totale               |
| 1º                   | 25 agosto            | 2                    | 1                    | 2                    | 5                    |
| 2º                   | 26 agosto            | 2                    | 3                    | 1                    | 6                    |
| 3º                   | 27 agosto            | 0                    | 1                    | 1                    | 2                    |
| 4º                   | 28 agosto            | 1                    | 2                    | 2                    | 5                    |
| 5º                   | 29 agosto            | 3                    | 3                    | 3                    | 9                    |
| 6º                   | 30 agosto            | 2                    | 1                    | 4                    | 7                    |
| 7º                   | 31 agosto            | 1                    | 7                    | 1                    | 9                    |
| 8º                   | 1º settembre         | 1                    | 1                    | 3                    | 5                    |
| 9º                   | 2 settembre          | 1                    | 6                    | 3                    | 10                   |
| 10º                  | 3 settembre          | 0                    | 2                    | 5                    | 7                    |
| 11º                  | 4 settembre          | 1                    | 2                    | 1                    | 4                    |
| 12º                  | 5 settembre          | 0                    | 0                    | 0                    | 0                    |
| Totale               | Totale               | 14                   | 29                   | 26                   | 69                   |

### Medagliere per disciplina
| Sport            | Oro | Argento | Bronzo | Totale |
| ---------------- | --- | ------- | ------ | ------ |
| Nuoto            | 11  | 16      | 12     | 39     |
| Ciclismo         | 1   | 5       | 1      | 7      |
| Atletica leggera | 1   | 4       | 4      | 9      |
| Scherma          | 1   | 1       | 0      | 2      |
| Tiro con l'arco  | 0   | 2       | 1      | 3      |
| Paratriathlon    | 0   | 1       | 2      | 3      |
| Equitazione      | 0   | 0       | 2      | 2      |
| Canoa            | 0   | 0       | 1      | 1      |
| Judo             | 0   | 0       | 1      | 1      |
| Tennistavolo     | 0   | 0       | 1      | 1      |
| Tiro             | 0   | 0       | 1      | 1      |
| Totale           | 14  | 29      | 26     | 69     |

### Medaglie d'oro
| Medaglia | Nome                                                                     | Sport            | Evento                                        |
| -------- | ------------------------------------------------------------------------ | ---------------- | --------------------------------------------- |
| Oro      | Carlotta Gilli                                                           | Nuoto            | 100 m farfalla femminili S13                  |
| Oro      | Francesco Bocciardo                                                      | Nuoto            | 100 m stile libero maschili S5                |
| Oro      | Francesco Bocciardo                                                      | Nuoto            | 200 m stile libero maschili S5                |
| Oro      | Stefano Raimondi                                                         | Nuoto            | 100 m rana maschili SB9                       |
| Oro      | Beatrice Vio                                                             | Scherma          | Fioretto individuale femminile - Categoria B  |
| Oro      | Simone Barlaam                                                           | Nuoto            | 50 m stile libero maschili S9                 |
| Oro      | Xenia Francesca Palazzo Vittoria Bianco Giulia Terzi Alessia Scortechini | Nuoto            | Staffetta 4x100 m stile libero 34 punti donne |
| Oro      | Arjola Trimi                                                             | Nuoto            | 50 m dorso femminili S3                       |
| Oro      | Arjola Trimi                                                             | Nuoto            | 100 m stile libero femminili S3               |
| Oro      | Carlotta Gilli                                                           | Nuoto            | 200 m misti femminili SM13                    |
| Oro      | Giulia Terzi                                                             | Nuoto            | 100 m stile libero femminili S7               |
| Oro      | Antonio Fantin                                                           | Nuoto            | 100 m stile libero maschili S6                |
| Oro      | Paolo Cecchetto Luca Mazzone Diego Colombari                             | Ciclismo         | Staffetta a squadre mista su strada H1-5      |
| Oro      | Ambra Sabatini                                                           | Atletica leggera | 100 m piani femminili T63                     |

### Medaglie d'argento
| Medaglia | Nome                                                         | Sport            | Evento                                  |
| -------- | ------------------------------------------------------------ | ---------------- | --------------------------------------- |
| Argento  | Luigi Beggiato                                               | Nuoto            | 100 m stile libero maschili S4          |
| Argento  | Alessia Berra                                                | Nuoto            | 100 m farfalla femminili S13            |
| Argento  | Carlotta Gilli                                               | Nuoto            | 100 m dorso femminili S13               |
| Argento  | Carlotta Gilli                                               | Nuoto            | 400 m stile libero femminili S13        |
| Argento  | Giulia Terzi Arjola Trimi Luigi Beggiato Antonio Fantin      | Nuoto            | 4x50 m 20 punti mista                   |
| Argento  | Xenia Francesca Palazzo                                      | Nuoto            | 200 m misti femminili SM8               |
| Argento  | Anna Barbaro                                                 | Paratriathlon    | Gara femminile PTVI1                    |
| Argento  | Giulia Ghiretti                                              | Nuoto            | 100 m rana femminili SB4                |
| Argento  | Giulia Terzi                                                 | Nuoto            | 400 m stile libero femminili S7         |
| Argento  | Andreea Mogoș Loredana Trigilia Beatrice Vio                 | Scherma          | Fioretto a squadre femminile            |
| Argento  | Antonio Fantin Simone Ciulli Simone Barlaam Stefano Raimondi | Nuoto            | 4x100 m stile libero 34 punti           |
| Argento  | Alberto Amodeo                                               | Nuoto            | 400 m stile libero femminili S8         |
| Argento  | Stefano Raimondi                                             | Nuoto            | 100 m farfalla maschili S10             |
| Argento  | Assunta Legnante                                             | Atletica leggera | Lancio del disco F11                    |
| Argento  | Fabrizio Cornegliani                                         | Ciclismo         | Crono H1 maschile                       |
| Argento  | Giorgio Farroni                                              | Ciclismo         | Crono T1-2 maschile                     |
| Argento  | Luca Mazzone                                                 | Ciclismo         | Crono H2 maschile                       |
| Argento  | Francesca Porcellato                                         | Ciclismo         | Crono H1-3 femminile                    |
| Argento  | Luca Mazzone                                                 | Ciclismo         | Corsa in linea H1-2 maschile            |
| Argento  | Antonio Fantin                                               | Nuoto            | 400 m stile libero maschili S6          |
| Argento  | Simone Barlaam                                               | Nuoto            | 100 m farfalla maschili S9              |
| Argento  | Stefano Raimondi                                             | Nuoto            | 100 m dorso maschili S10                |
| Argento  | Arjola Trimi                                                 | Nuoto            | 50 m stile libero femminili S4          |
| Argento  | Vincenza Petrilli                                            | Tiro con l'arco  | Arco ricurvo individuale femminile Open |
| Argento  | Martina Caironi                                              | Atletica leggera | Salto in lungo femminile T63            |
| Argento  | Stefano Raimondi                                             | Nuoto            | 200 m misti maschili SM10               |
| Argento  | Assunta Legnante                                             | Atletica leggera | Getto del peso F12                      |
| Argento  | Stefano Travisani Elisabetta Mijno                           | Tiro con l'arco  | Arco ricurvo a squadre misto Open       |
| Argento  | Martina Caironi                                              | Atletica leggera | 100 m piani femminili T63               |

### Medaglie di bronzo
| Medaglia | Nome                                                              | Sport            | Evento                                     |
| -------- | ----------------------------------------------------------------- | ---------------- | ------------------------------------------ |
| Bronzo   | Francesco Bettella                                                | Nuoto            | 100 m dorso maschili S1                    |
| Bronzo   | Monica Boggioni                                                   | Nuoto            | 100 m stile libero femminili S5            |
| Bronzo   | Monica Boggioni                                                   | Nuoto            | 200 m stile libero femminili S5            |
| Bronzo   | Sara Morganti                                                     | Equitazione      | Test individuale - I grado                 |
| Bronzo   | Veronica Yoko Plebani                                             | Paratriathlon    | Gara femminile PTS2                        |
| Bronzo   | Stefano Raimondi                                                  | Nuoto            | 100 m stile libero maschili S10            |
| Bronzo   | Giovanni Achenza                                                  | Paratriathlon    | Gara maschile PTWC1                        |
| Bronzo   | Carlotta Gilli                                                    | Nuoto            | 50 m stile libero femminili S13            |
| Bronzo   | Carolina Costa                                                    | Judo             | Donne +70 kg                               |
| Bronzo   | Maria Andrea Virgilio                                             | Tiro con l'arco  | Arco composto individuale femminile - Open |
| Bronzo   | Andrea Liverani                                                   | Tiro             | 10 m carabina in piedi SH2 mista - R4      |
| Bronzo   | Oney Tapia                                                        | Atletica leggera | Getto del peso F11                         |
| Bronzo   | Sara Morganti                                                     | Equitazione      | Prova freestyle individuale - I grado      |
| Bronzo   | Xenia Francesca Palazzo                                           | Nuoto            | 400 m stile libero femminili S8            |
| Bronzo   | Xenia Francesca Palazzo                                           | Nuoto            | 50 m stile libero femminili S8             |
| Bronzo   | Katia Aere                                                        | Ciclismo         | Corsa in linea H5 femminile                |
| Bronzo   | Michela Brunelli Giada Rossi                                      | Tennistavolo     | Gara a squadre – Classi 1-3                |
| Bronzo   | Oney Tapia                                                        | Atletica leggera | Lancio del disco F11                       |
| Bronzo   | Francesco Bettella                                                | Nuoto            | 50 m dorso maschili S1                     |
| Bronzo   | Luigi Beggiato                                                    | Nuoto            | 50 m stile libero maschili S4              |
| Bronzo   | Ndiaga Dieng                                                      | Atletica leggera | 1500 m maschili T20                        |
| Bronzo   | Giulia Terzi                                                      | Nuoto            | 50 m farfalla femminili S7                 |
| Bronzo   | Federico Mancarella                                               | Canoa            | Kayak maschile 200 m KL2                   |
| Bronzo   | Monica Boggioni                                                   | Nuoto            | 200 m misti femminili SM5                  |
| Bronzo   | Riccardo Menciotti Stefano Raimondi Simone Barlaam Antonio Fantin | Nuoto            | 4x100 m misti maschili 34 punti            |
| Bronzo   | Monica Graziana Contrafatto                                       | Atletica leggera | 100 m piani femminili T63                  |

### Statistiche
Medaglie per genere
| Genere | Oro | Argento | Bronzo | Totale |
| ------ | --- | ------- | ------ | ------ |
| Uomini | 6   | 12      | 11     | 29     |
| Donne  | 8   | 15      | 15     | 38     |
| Misto  | 0   | 2       | 0      | 2      |

### Plurimedagliati
| Nome                    | Sport            | Oro | Argento | Bronzo | Totale |
| ----------------------- | ---------------- | --- | ------- | ------ | ------ |
| Carlotta Gilli          | Nuoto            | 2   | 2       | 1      | 5      |
| Giulia Terzi            | Nuoto            | 2   | 2       | 1      | 5      |
| Arjola Trimi            | Nuoto            | 2   | 2       | 0      | 4      |
| Francesco Bocciardo     | Nuoto            | 2   | 1       | 0      | 3      |
| Stefano Raimondi        | Nuoto            | 1   | 4       | 2      | 7      |
| Antonio Fantin          | Nuoto            | 1   | 3       | 1      | 5      |
| Simone Barlaam          | Nuoto            | 1   | 2       | 1      | 4      |
| Luca Mazzone            | Ciclismo         | 1   | 2       | 0      | 3      |
| Xenia Francesca Palazzo | Nuoto            | 1   | 1       | 2      | 4      |
| Beatrice Vio            | Scherma          | 1   | 1       | 0      | 2      |
| Luigi Beggiato          | Nuoto            | 0   | 2       | 1      | 3      |
| Martina Caironi         | Atletica leggera | 0   | 2       | 0      | 2      |
| Assunta Legnante        | Atletica leggera | 0   | 2       | 0      | 2      |
| Monica Boggioni         | Nuoto            | 0   | 0       | 3      | 3      |
| Francesco Bettella      | Nuoto            | 0   | 0       | 2      | 2      |
| Sara Morganti           | Equitazione      | 0   | 0       | 2      | 2      |
| Oney Tapia              | Atletica leggera | 0   | 0       | 2      | 2      |

## Atletica leggera
| Q | Qualificato al turno successivo per la posizione in qualificazione                                                           |
| q | Qualificato per il turno successivo per ripescaggio o, negli eventi su campo, conquistando la misura minima per qualificarsi |

Maschile
Eventi su pista e strada
| Atleta            | Evento     | Batteria  | Batteria  | Finale    | Finale    |
| Atleta            | Evento     | Risultato | Posizione | Risultato | Posizione |
| ----------------- | ---------- | --------- | --------- | --------- | --------- |
| Ndiaga Dieng      | 400 m T20  | 48"91     | 4º Q      | 48"42     | 5º        |
| Ndiaga Dieng      | 1500 m T20 | N.D.      | N.D.      | 3'57"24   | Bronzo    |
| Alessandro Ossola | 100 m T63  | 12"77     | 3º Q      | 12"66     | 6º        |

Eventi su campo
| Atleta          | Evento               | Finale  | Finale    |
| Atleta          | Evento               | Misura  | Posizione |
| --------------- | -------------------- | ------- | --------- |
| Marco Cicchetti | Salto in lungo T64   | 6,66 m  | 6º        |
| Nicky Russo     | Getto del peso F35   | 12,58 m | 8º        |
| Oney Tapia      | Getto del peso F11   | 13,60 m | Bronzo    |
| Oney Tapia      | Lancio del disco F11 | 39,52 m | Bronzo    |

Femminile
Eventi su pista e strada
| Atleta                      | Evento    | Batteria  | Batteria  | Finale    | Finale    |
| Atleta                      | Evento    | Risultato | Posizione | Risultato | Posizione |
| --------------------------- | --------- | --------- | --------- | --------- | --------- |
| Martina Caironi             | 100 m T63 | 14"37     | 1º Q      | 14"46     | Argento   |
| Monica Graziana Contrafatto | 100 m T63 | 14"72     | 2º Q      | 14"73     | Bronzo    |
| Ambra Sabatini              | 100 m T63 | 14"39     | 1º Q      | 14"11     | Oro       |
| Oxana Corso                 | 100 m T35 | 15"80     | 3º Q      | 15"68     | 8º        |
| Oxana Corso                 | 200 m T35 | N.D.      | N.D.      | 33"13     | 8º        |

Eventi su campo
| Atleta            | Evento               | Finale  | Finale    |
| Atleta            | Evento               | Misura  | Posizione |
| ----------------- | -------------------- | ------- | --------- |
| Martina Caironi   | Salto in lungo T63   | 5,14 m  | Argento   |
| Francesca Cipelli | Salto in lungo T37   | 3,96 m  | 9º        |
| Assunta Legnante  | Lancio del disco F11 | 40,25 m | Argento   |
| Assunta Legnante  | Getto del peso F12   | 14,62 m | Argento   |

## Canoa
| FA | Qualificato in finale A                                            |
| FB | Qualificato in finale B (senza medaglie)                           |
| Q  | Qualificato al turno successivo per la posizione in qualificazione |

Maschile
| Atleta              | Evento         | Qualificazione | Qualificazione | Semifinale | Semifinale | Finale    | Finale    |
| Atleta              | Evento         | Risultato      | Posizione      | Risultato  | Posizione  | Risultato | Posizione |
| ------------------- | -------------- | -------------- | -------------- | ---------- | ---------- | --------- | --------- |
| Kwadzo Klokpah      | Kayak 200m KL3 | 44"217         | 6º Q           | 42"398     | 5º FB      | 42"854    | 3º        |
| Federico Mancarella | Kayak 200m KL2 | 43"975         | 3º Q           | 42"292     | 1º FA      | 42"574    | Bronzo    |

Femminile
| Atleta                 | Evento         | Qualificazione | Qualificazione | Semifinale | Semifinale | Finale          | Finale          |
| Atleta                 | Evento         | Risultato      | Posizione      | Risultato  | Posizione  | Risultato       | Posizione       |
| ---------------------- | -------------- | -------------- | -------------- | ---------- | ---------- | --------------- | --------------- |
| Veronica Silvia Biglia | Va'a 200 m VL2 | 1'15"671       | 6º Q           | 1'09"247   | 5º         | non qualificata | non qualificata |
| Eleonora De Paolis     | Kayak 200m KL1 | 57"659         | 2º Q           | 57"484     | 1º FA      | 56"226          | 4º              |

## Canottaggio
| FA | Qualificato in finale A                                            |
| FB | Qualificato in finale B (senza medaglie)                           |
| Q  | Qualificato al turno successivo per la posizione in qualificazione |

Misto
| Atleti                                                                        | Evento        | Qualificazione | Qualificazione | Ripescaggio | Ripescaggio | Finale    | Finale           |
| Atleti                                                                        | Evento        | Risultato      | Posizione      | Risultato   | Posizione   | Risultato | Pos. Complessiva |
| ----------------------------------------------------------------------------- | ------------- | -------------- | -------------- | ----------- | ----------- | --------- | ---------------- |
| Gianfilippo Mirabile Chiara Nardo                                             | Due di coppia | 9'04"22        | 3º Q           | 8'20"98     | 2º FA       | 9'11"65   | 5º               |
| Cristina Scazzosi Alessandro Brancato Lorenzo Bernard Greta Muti Lorena Fuina | Quattro con   | 7'32"07        | 3º Q           | 7'08"15     | 2º FA       | 7'37"53   | 5º               |

## Ciclismo

### Ciclismo su strada
Maschile
| Atleti                                       | Eventi                                   | Finale           | Finale           |
| Atleti                                       | Eventi                                   | Tempo            | Posizione        |
| -------------------------------------------- | ---------------------------------------- | ---------------- | ---------------- |
| Pierpaolo Addesi                             | Crono individuale C5                     | 48'37"55         | 9º               |
| Pierpaolo Addesi                             | Corsa in linea C4-5                      | 2h23'53"         | 9º               |
| Fabio Anobile                                | Crono individuale C3                     | 37'54"37         | 9º               |
| Fabio Anobile                                | Corsa in linea C1-3                      | 2h11'06"         | 4º               |
| Paolo Cecchetto                              | Crono individuale H3                     | 44'03"16         | 5º               |
| Paolo Cecchetto                              | Corsa in linea H3                        | non classificato | non classificato |
| Diego Colombari                              | Crono individuale H5                     | 41'21"29         | 4º               |
| Diego Colombari                              | Corsa in linea H5                        | non classificato | non classificato |
| Fabrizio Cornegliani                         | Crono individuale H1                     | 45'44"56         | Argento          |
| Fabrizio Cornegliani                         | Corsa in linea H1-2                      | non classificato | non classificato |
| Giorgio Farroni                              | Crono individuale T1-2                   | 32'10"83         | Argento          |
| Giorgio Farroni                              | Corsa in linea T1-2                      | 55'48"           | 7º               |
| Luca Mazzone                                 | Crono individuale H2                     | 31'23"79         | Argento          |
| Luca Mazzone                                 | Corsa in linea H1-2                      | 1h53'43"         | Argento          |
| Andrea Tarlao                                | Crono individuale C5                     | 46'12"99         | 6º               |
| Andrea Tarlao                                | Corsa in linea C4-5                      | 2h22'35"         | 8º               |
| Paolo Cecchetto Luca Mazzone Diego Colombari | Staffetta a squadre mista su strada H1-5 | 52'32"           | Oro              |

Femminile
| Atleta               | Evento                 | Tempo            | Posizione        |
| -------------------- | ---------------------- | ---------------- | ---------------- |
| Katia Aere           | Crono individuale H4-5 | 50'40"24         | 6º               |
| Katia Aere           | Corsa in linea H5      | 2h28'11"         | Bronzo           |
| Francesca Porcellato | Crono individuale H1-3 | 33'30"52         | Argento          |
| Francesca Porcellato | Corsa in linea H1-4    | 59'45"           | 7º               |
| Ana Maria Vitelaru   | Crono individuale H4-5 | 50'58"69         | 7º               |
| Ana Maria Vitelaru   | Corsa in linea H5      | non classificata | non classificata |

## Equitazione
| Atleta                                           | Cavallo                            | Evento                             | Risultato       | Posizione |
| ------------------------------------------------ | ---------------------------------- | ---------------------------------- | --------------- | --------- |
| Sara Morganti                                    | Royal Delight                      | Test individuale grado I           | 76.964          | Bronzo    |
| Sara Morganti                                    | Royal Delight                      | Test individuale freestyle grado I | 81.100          | Bronzo    |
| Francesca Salvadé                                | Oliver-Vitz                        | Test individuale grado III         | 66.941          | 16º       |
| Carola Semperboni                                | Paul                               | Test individuale grado I           | 67.678          | 12º       |
| Federica Sileoni                                 | Burberry                           | Test individuale grado V           | 69.048          | 9º        |
| Sara Morganti Federica Sileoni Francesca Salvadé | Royal Delight Burberry Oliver-Vitz | Campionato a squadre               | Totale: 214.057 | 8º        |

## Judo
| Atleta         | Evento    | Quarti di finale              | Semifinale                     | Ripescaggio                    | Finale / Finale per il bronzo   | Posizione |
| Atleta         | Evento    | Avversario Risultato          | Avversario Risultato           | Avversario Risultato           | Risultato                       | Posizione |
| -------------- | --------- | ----------------------------- | ------------------------------ | ------------------------------ | ------------------------------- | --------- |
| Carolina Costa | +70 kg B2 | Katie Davis V (0010-0000)     | Zarina Baibatina P (0001-0010) | N.D.                           | Anastasija Harnyk V (0000-0010) | Bronzo    |
| Matilde Lauria | -70 kg B1 | Alana Maldonado P (0010-0000) | N.D.                           | Olga Zabrodskaia P (0000-0010) | N.D.                            | 7ª        |

## Nuoto
Maschile
| Atleta                                                            | Evento                                  | Batteria          | Batteria          | Finale            | Finale            |
| Atleta                                                            | Evento                                  | Risultato         | Posizione         | Risultato         | Posizione         |
| ----------------------------------------------------------------- | --------------------------------------- | ----------------- | ----------------- | ----------------- | ----------------- |
| Alberto Amodeo                                                    | 100 m stile libero S8                   | 1'00"08           | 3º Q              | 59"93             | 7º                |
| Alberto Amodeo                                                    | 400 m stile libero S8                   | 4'39"52           | 2º Q              | 4'25"93           | Argento           |
| Alberto Amodeo                                                    | 100 m farfalla S8                       | 1'05"32           | 3º Q              | 1'04"31           | 6º                |
| Simone Barlaam                                                    | 50 m stile libero S9                    | 25"13             | 1º Q              | 24"71             | Oro               |
| Simone Barlaam                                                    | 400 m stile libero S9                   | 4'17"95           | 1º Q              | 4'22"40           | 6º                |
| Simone Barlaam                                                    | 100 m dorso S9                          | 1'04"27           | 2º Q              | 1'02"92           | 5º                |
| Simone Barlaam                                                    | 100 m farfalla S9                       | 1'00"71           | 1º Q              | 59"43             | Argento           |
| Federico Bassani                                                  | 100 m rana SB11                         | 1'21"24           | 4º Q              | 1'20"57           | 7º                |
| Luigi Beggiato                                                    | 50 m stile libero S4                    | 38"76             | 1º Q              | 38"12             | Bronzo            |
| Luigi Beggiato                                                    | 100 m stile libero S4                   | 1'22"93           | 1º Q              | 1'23"21           | Argento           |
| Luigi Beggiato                                                    | 200 m stile libero S4                   | 3'05"40           | 2º Q              | 3'00"85           | 4º                |
| Francesco Bettella                                                | 50 m dorso S1                           | N.D.              | N.D.              | 1'14"87           | Bronzo            |
| Francesco Bettella                                                | 100 m dorso S1                          | N.D.              | N.D.              | 2'32"08           | Bronzo            |
| Federico Bicelli                                                  | 50 m stile libero S7                    | 28"78             | 4º Q              | 28"77             | 8º                |
| Federico Bicelli                                                  | 100 m stile libero S8                   | 1'01"37           | 5º                | non qualificato   | non qualificato   |
| Federico Bicelli                                                  | 400 m stile libero S7                   | 4'45"53           | 2º Q              | 4'43"67           | 5º                |
| Federico Bicelli                                                  | 100 m dorso S7                          | 1'13"68           | 3º Q              | 1'12"25           | 6º                |
| Francesco Bocciardo                                               | 50 m stile libero S5                    | 33"71             | 3º Q              | 33"22             | 7º                |
| Francesco Bocciardo                                               | 100 m stile libero S5                   | 1'13"96           | 3º Q              | 1'09"56           | Oro               |
| Francesco Bocciardo                                               | 200 m stile libero S5                   | 2'35"44           | 1º Q              | 2'26"76           | Oro               |
| Francesco Bocciardo                                               | 100 m rana SB4                          | 1'51"11           | 3º Q              | 1'51"06           | 8º                |
| Vincenzo Boni                                                     | 50 m stile libero S3                    | 49"78             | 4º Q              | 47"68             | 7º                |
| Vincenzo Boni                                                     | 100 m stile libero S4                   | 1'39"56           | 6º                | non qualificato   | non qualificato   |
| Vincenzo Boni                                                     | 200 m stile libero S3                   | 3'33"79           | 3º Q              | 3'32"40           | 5º                |
| Vincenzo Boni                                                     | 50 m dorso S3                           | 48"04             | 3º Q              | 47"88             | 5º                |
| Simone Ciulli                                                     | 50 m stile libero S9                    | 26"39             | 3º                | non qualificato   | non qualificato   |
| Simone Ciulli                                                     | 100 m stile libero S10                  | 57"44             | 5º                | non qualificato   | non qualificato   |
| Simone Ciulli                                                     | 100 m dorso S9                          | 1'07"41           | 5º                | non qualificato   | non qualificato   |
| Simone Ciulli                                                     | 100 m farfalla S9                       | 1'03"25           | 3º                | non qualificato   | non qualificato   |
| Simone Ciulli                                                     | 200 m misti SM9                         | 2'29"68           | 4º                | non qualificato   | non qualificato   |
| Antonio Fantin                                                    | 50 m stile libero S7                    | 29"70             | 6º                | non qualificato   | non qualificato   |
| Antonio Fantin                                                    | 100 m stile libero S6                   | 1'04"16           | 1º Q              | 1'03"71           | Oro               |
| Antonio Fantin                                                    | 400 m stile libero S6                   | 5'12"08           | 1º Q              | 4'55"70           | Argento           |
| Antonio Fantin                                                    | 100 m dorso S6                          | 1'27"90           | 6º                | non qualificato   | non qualificato   |
| Emmanuele Marigliano                                              | 50 m stile libero S3                    | 58"80             | 6º                | non qualificato   | non qualificato   |
| Emmanuele Marigliano                                              | 50 m dorso S3                           | 1'03"64           | 6º                | non qualificato   | non qualificato   |
| Emmanuele Marigliano                                              | 50 m rana SB2                           | 1'09"01           | 4º Q              | 1'08"55           | 4º                |
| Emmanuele Marigliano                                              | 150 m misti SM3                         | 3'29"51           | 4º Q              | 3'28"43           | 7º                |
| Riccardo Menciotti                                                | 50 m stile libero S10                   | 25"59             | 6º                | non qualificato   | non qualificato   |
| Riccardo Menciotti                                                | 100 m stile libero S10                  | 56"29             | 5º                | non qualificato   | non qualificato   |
| Riccardo Menciotti                                                | 100 m dorso S10                         | 1'03"05           | 3º Q              | 1'01"46           | 4º                |
| Riccardo Menciotti                                                | 100 m farfalla S10                      | 58"85             | 3º Q              | 58"65             | 7º                |
| Riccardo Menciotti                                                | 200 m misti SM10                        | non ha gareggiato | non ha gareggiato | non ha gareggiato | non ha gareggiato |
| Efrem Morelli                                                     | 50 m rana SB3                           | 49"35             | 1º Q              | 49"42             | 4º                |
| Efrem Morelli                                                     | 150 m misti SM4                         | 2'50"38           | 2º Q              | 2'48"63           | 7º                |
| Federico Morlacchi                                                | 400 m stile libero S9                   | 4'25"33           | 3º Q              | 4'24"75           | 7º                |
| Federico Morlacchi                                                | 100 m rana SB8                          | 1'13"24           | 5º                | non qualificato   | non qualificato   |
| Federico Morlacchi                                                | 100 m farfalla S9                       | 1'01"42           | 2º Q              | 1'00"75           | 4º                |
| Federico Morlacchi                                                | 200 m misti SM9                         | squalificato      | squalificato      | squalificato      | squalificato      |
| Misha Palazzo                                                     | 200 m stile libero S14                  | 1'58"63           | 3º                | non qualificato   | non qualificato   |
| Misha Palazzo                                                     | 100 m rana SB14                         | 1'12"19           | 7º                | non qualificato   | non qualificato   |
| Misha Palazzo                                                     | 200 m misti SM14                        | 2'19"95           | 6º                | non qualificato   | non qualificato   |
| Stefano Raimondi                                                  | 50 m stile libero S10                   | 23"89             | 2º Q              | 23"74             | 4º                |
| Stefano Raimondi                                                  | 100 m stile libero S10                  | 52"93             | 1º Q              | 51"45             | Bronzo            |
| Stefano Raimondi                                                  | 400 m stile libero S10                  | 4'26"82           | 4º Q              | 4'07"38           | 4º                |
| Stefano Raimondi                                                  | 100 m dorso S10                         | 1'01"58           | 1º Q              | 59"36             | Argento           |
| Stefano Raimondi                                                  | 100 m rana SB9                          | N.D.              | N.D.              | 1'05"35           | Oro               |
| Stefano Raimondi                                                  | 100 m farfalla S10                      | 58"19             | 1º Q              | 55"04             | Argento           |
| Stefano Raimondi                                                  | 200 m misti SM10                        | 2'16"65           | 1º Q              | 2'07"68           | Argento           |
| Antonio Fantin Simone Ciulli Simone Barlaam Stefano Raimondi      | Staffetta 4x100 m stile libero 34 punti | N.D.              | N.D.              | 3'45"89           | Argento           |
| Riccardo Menciotti Stefano Raimondi Simone Barlaam Antonio Fantin | Staffetta 4x100 m stile misto 34 punti  |                   |                   | 4'11"20           | Bronzo            |

Femminile
| Atleta                                                                   | Evento                                  | Batteria  | Batteria  | Finale          | Finale          |
| Atleta                                                                   | Evento                                  | Risultato | Posizione | Risultato       | Posizione       |
| ------------------------------------------------------------------------ | --------------------------------------- | --------- | --------- | --------------- | --------------- |
| Alessia Berra                                                            | 100 m stile libero S12                  | 1'04"29   | 3º Q      | 1'00"68         | 4º              |
| Alessia Berra                                                            | 100 m dorso S12                         | N.D.      | N.D.      | 1'14"33         | 4º              |
| Alessia Berra                                                            | 100 m farfalla S13                      | 1'07"42   | 3º Q      | 1'05"67         | Argento         |
| Vittoria Bianco                                                          | 100 m stile libero S9                   | 1'07"32   | 5º        | non qualificata | non qualificata |
| Vittoria Bianco                                                          | 400 m stile libero S9                   | 4'57"51   | 5º        | non qualificata | non qualificata |
| Monica Boggioni                                                          | 100 m stile libero S5                   | 1'22"62   | 2º Q      | 1'22"43         | Bronzo          |
| Monica Boggioni                                                          | 200 m stile libero S5                   | 2'53"67   | 2º Q      | 2'55"70         | Bronzo          |
| Monica Boggioni                                                          | 50 m dorso S5                           | 46"10     | 3º Q      | 45"46           | 5º              |
| Monica Boggioni                                                          | 100 m rana SB4                          | 1'55"69   | 3º Q      | 1'58"28         | 6º              |
| Monica Boggioni                                                          | 200 m misti SM5                         | N.D.      | N.D.      | 3'39"50         | Bronzo          |
| Giulia Ghiretti                                                          | 50 m dorso S5                           | 49"72     | 5º        | non qualificata | non qualificata |
| Giulia Ghiretti                                                          | 100 m rana SB4                          | 1'52"67   | 1º Q      | 1'50"36         | Argento         |
| Giulia Ghiretti                                                          | 50 m farfalla S5                        | 47"88     | 4º Q      | 46"66           | 8º              |
| Giulia Ghiretti                                                          | 200 m misti SM5                         | N.D.      | N.D.      | 3'40"88         | 4º              |
| Carlotta Gilli                                                           | 50 m stile libero S13                   | 27"32     | 2º Q      | 27"07           | Bronzo          |
| Carlotta Gilli                                                           | 400 m stile libero S13                  | 4'38"69   | 1º Q      | 4'26"14         | Argento         |
| Carlotta Gilli                                                           | 100 m dorso S13                         | 1'08"00   | 2º Q      | 1'06"10         | Argento         |
| Carlotta Gilli                                                           | 100 m rana SB13                         | 1'22"73   | 5º        | non qualificata | non qualificata |
| Carlotta Gilli                                                           | 100 m farfalla S13                      | 1'04"16   | 1º Q      | 1'02"65         | Oro             |
| Carlotta Gilli                                                           | 200 m misti SM13                        | 2'26"52   | 1º Q      | 2'21"44         | Oro             |
| Giorgia Marchi                                                           | 100 m rana SB14                         | 1'26"44   | 5º        | non qualificata | non qualificata |
| Xenia Francesca Palazzo                                                  | 50 m stile libero S8                    | 31"57     | 2º Q      | 31"17           | Bronzo          |
| Xenia Francesca Palazzo                                                  | 400 m stile libero S8                   | N.D.      | N.D.      | 4'56"79         | Bronzo          |
| Xenia Francesca Palazzo                                                  | 100 m dorso S8                          | N.D.      | N.D.      | 1'20"90         | 4º              |
| Xenia Francesca Palazzo                                                  | 200 m misti SM8                         | 2'55"64   | 1º Q      | 2'47"86         | Argento         |
| Angela Procida                                                           | 100 m stile libero S3                   | 2'42"37   | 6º        | non qualificata | non qualificata |
| Angela Procida                                                           | 50 m dorso S2                           | 1'14"16   | 2º Q      | 1'12"69         | 5º              |
| Angela Procida                                                           | 100 m dorso S2                          | 2'40"54   | 3º Q      | 2'43"58         | 6º              |
| Martina Rabbolini                                                        | 400 m stile libero S11                  | 5'47"78   | 4º Q      | 5'47"25         | 8º              |
| Martina Rabbolini                                                        | 100 m dorso S11                         | 1'23"37   | 4º Q      | 1'24"34         | 8º              |
| Martina Rabbolini                                                        | 100 m rana SB11                         | 1'33"02   | 4º Q      | 1'34"29         | 8º              |
| Martina Rabbolini                                                        | 200 m misti SM11                        | 3'02"85   | 5º Q      | 3'03"07         | 8º              |
| Alessia Scortechini                                                      | 50 m stile libero S10                   | 28"55     | 2º Q      | 28"26           | 4º              |
| Alessia Scortechini                                                      | 100 m stile libero S10                  | 1'02"31   | 4º Q      | 1'02"97         | 8º              |
| Alessia Scortechini                                                      | 100 m farfalla S10                      | N.D.      | N.D.      | 1'08"62         | 4º              |
| Arianna Talamona                                                         | 50 m stile libero S6                    | 38"89     | 7º        | non qualificata | non qualificata |
| Arianna Talamona                                                         | 100 m rana SB5                          | 1'44"60   | 2º Q      | 1'43"83         | 5º              |
| Giulia Terzi                                                             | 100 m stile libero S7                   | 1'11"70   | 1º Q      | 1'09"21         | Oro             |
| Giulia Terzi                                                             | 400 m stile libero S7                   | N.D.      | N.D.      | 5'06"32         | Argento         |
| Giulia Terzi                                                             | 50 m farfalla S7                        | 35"40     | 2º Q      | 34"32           | Bronzo          |
| Arjola Trimi                                                             | 50 m stile libero S4                    | 42"88     | 1º Q      | 40"32           | Argento         |
| Arjola Trimi                                                             | 100 m stile libero S3                   | 1'45"41   | 1º Q      | 1'30"22         | Oro             |
| Arjola Trimi                                                             | 50 m dorso S3                           | 54"79     | 1º Q      | 51"34           | Oro             |
| Arjola Trimi                                                             | 150 m misti SM4                         | 3'10"09   | 2º        | non qualificata | non qualificata |
| Xenia Francesca Palazzo Vittoria Bianco Giulia Terzi Alessia Scortechini | Staffetta 4x100 m stile libero 34 punti | N.D.      | N.D.      | 4'24"85         | Oro             |

Misto
| Atleta                                                  | Evento                       | Batteria  | Batteria  | Finale    | Finale    |
| Atleta                                                  | Evento                       | Risultato | Posizione | Risultato | Posizione |
| ------------------------------------------------------- | ---------------------------- | --------- | --------- | --------- | --------- |
| Giulia Terzi Arjola Trimi Luigi Beggiato Antonio Fantin | 4x50 m stile libero 20 punti | 2'25"48   | 1º Q      | 2'21"45   | Argento   |

## Pallavolo paralimpica
La nazionale femminile di questa disciplina è l'unica ad essersi qualificata per i Giochi paralimpici di Tokyo 2020, ottenuta dopo la vittoria ai campionati europei tenutisi a Budapest nel luglio 2019.

### Femminile
Rosa
| Nº | Nome               | Ruolo | Categoria | Data di nascita  | Squadra                   |
| -- | ------------------ | ----- | --------- | ---------------- | ------------------------- |
| 1  | Giulia Bellandi    | A     | VS1       | 4 maggio 1990    | Dream Volley Pisa SSD     |
| 3  | Francesca Fossato  | A     | VS1       | 8 gennaio 1984   | ASD Sitting Volley Chieri |
| 4  | Roberta Pedrelli   | C     | VS1       | 4 gennaio 1979   | Volley Club Cesena        |
| 5  | Francesca Bosio    | O     | VS1       | 4 gennaio 1994   | Argentario Calisio Volley |
| 6  | Eva Ceccatelli     | C     | VS1       | 2 maggio 1974    | Dream Volley Pisa SSD     |
| 7  | Sara Cirelli       | C     | VS2       | 20 aprile 1991   | Dream Volley Pisa SSD     |
| 8  | Flavia Barigelli   | O     | VS1       | 25 gennaio 1991  | ASD Astrolabio 2000       |
| 9  | Raffaela Battaglia | O     | VS1       | 27 maggio 1990   | Volley Cenide Villa S.G.  |
| 10 | Sara Desini        | O     | VS1       | 30 novembre 1998 | Pallavolo Olbia           |
| 12 | Giulia Aringhieri  | O     | VS2       | 31 maggio 1987   | Dream Volley Pisa SSD     |
| 15 | Alessandra Vitale  | A     | VS1       | 15 dicembre 1971 | Nola Città dei Gigli ASD  |
| 18 | Silvia Biasi       | L     | VS1       | 11 aprile 1988   | Volley Codognè            |

- Allenatore:  Amauri Ribeiro

Preliminari - Pool A
| 27 agosto 2021 | Giappone | 0 – 3 | Italia |  |

| 29 agosto 2021 | Italia | 1 – 3 | Canada |  |

| 1º settembre 2021 | Brasile | 3 – 1 | Italia |  |

Finale 5º/6º posto
| 3 settembre 2021 | Italia | 1 – 3 | RPC |  |

## Paratriathlon
Maschile
| Atleti                  | Evento | Nuoto  | Transizione 1 | Ciclismo | Transizione 2 | Corsa  | Totale   | Posizione |
| ----------------------- | ------ | ------ | ------------- | -------- | ------------- | ------ | -------- | --------- |
| Giovanni Achenza        | PTWC1  | 11'44" | 1'17"         | 33'32"   | 44"           | 10'49" | 1h02'05" | Bronzo    |
| Pier Alberto Buccoliero | PTWC1  | 12'14" | 1'34"         | 35'10"   | 50"           | 11'12" | 1h09'16" | 9º        |

Femminile
| Atleti                | Evento | Nuoto  | Transizione 1 | Ciclismo | Transizione 2 | Corsa  | Totale   | Posizione |
| --------------------- | ------ | ------ | ------------- | -------- | ------------- | ------ | -------- | --------- |
| Anna Barbaro          | PTVI1  | 12'46" | 1'26"         | 32'16"   | 58"           | 12'46" | 1h11'11" | Argento   |
| Rita Cuccuru          | PTWC1  | 15'34" | 2'            | 40'53"   | 1'34"         | 13'50" | 1h19'06" | 8º        |
| Veronica Yoko Plebani | PTS2   | 12'29" | 1'46"         | 36'37"   | 1'07"         | 17'09" | 1h15'55" | Bronzo    |

## Powerlifting
| Atleta         | Evento | Tentativi           | Tentativi       | Tentativi           | Classifica |
| Atleta         | Evento | Peso Risultato      | Peso Risultato  | Peso Risultato      | Classifica |
| -------------- | ------ | ------------------- | --------------- | ------------------- | ---------- |
| Donato Telesca | -80 kg | 193 kg non superato | 193 kg superato | 199 kg non superato | 6º         |

## Scherma in carrozzina
Maschile
| Atleta                                                      | Evento               | Girone | 16-esimi                     | Quarti di finale           | Semifinali           | Finale / Finale per il bronzo | Posizione |
| Atleta                                                      | Evento               | Avversari Risultati | Avversario Risultato         | Avversario Risultato       | Avversario Risultato | Avversario Risultato          | Posizione |
| ----------------------------------------------------------- | -------------------- | --- | ---------------------------- | -------------------------- | -------------------- | ----------------------------- | --------- |
| Matteo Betti                                                | Fioretto Categoria A | Zainulabdeen Al-Madhkhoori V (1-5) Richard Osvath V (3-5) Nikita Nagaev P (5-4) Hakan Akkaya V (5-2)                                              | N.D.                         | Michal Nalewajek V (15-12) | Sun Gang P (15-6)    | Nikita Nagaev P (15-11)       | 4º        |
| Marco Cima                                                  | Fioretto Categoria B | Albert Kamalov P (5-0) Anton Datsko P (5-0) Jovane Guissone V (3-5) Adrian Castro V (3-5) Hu Daoliang P (5-2) Michinobu Fujita V (2-5)            | Alexander Kuzyukov P (15-11) | non qualificato            | non qualificato      | non qualificato               | 9º        |
| Edoardo Giordan                                             | Sciabola Categoria A | Maurice Schmidt V (5-3) Andrii Demchuk V (5-2) Li Hao V (5-1) Ryan Rousell V (5-0)                                                                | N.D.                         | Andrii Demchuk P (15-11)   | non qualificato      | non qualificato               | 6º        |
| Edoardo Giordan                                             | Spada Categoria A    | Romain Noble V (2-5) Artem Manko P (5-2) Piers Gilliver P (5-2) Dariusz Pender V (1-5) Sun Gang P (5-4) Artur Yusupov P (5-1)                     | Artem Manko P (8-15)         | non qualificato            | non qualificato      | non qualificato               | 9º        |
| Emanuele Lambertini                                         | Fioretto Categoria A | Artur Yusupov P (5-2) Li Hao P (5-4) Damien Tokatlian P (3-5) Dariusz Pender V (5-4)                                                              | Li Hao V (15-14)             | Richard Osvath P (15-14)   | non qualificato      | non qualificato               | 8º        |
| Emanuele Lambertini                                         | Spada Categoria A    | Hakan Akkaya V (4-5) Ryan Russell V (4-5) Maurice Schmidt V (5-2) Maxim Shaburov P (3-5) Zainulabdeen Al-Madhkhoori V (1-5) Tian Jianquan P (5-3) | N.D.                         | Tian Jianquan P (15-14)    | non qualificato      | non qualificato               | 6º        |
| Matteo Betti Marco Cima Emanuele Lambertini                 | Fioretto a squadre   | Ucraina V (40-45) RPC P (41-45) Gran Bretagna P (45-37)                                                                                           | N.D.                         | non qualificati            | non qualificati      | non qualificati               | 5º        |
| Matteo Betti Marco Cima Edoardo Giordan Emanuele Lambertini | Spada a squadre      | Iraq P (45-42) Cina P (20-45) RPC P (20-45) | N.D.                         | non qualificati            | non qualificati      | non qualificati               | 8º        |

Femminile
| Atleta                                       | Evento               | Girone | 16-esimi                   | Quarti di finale           | Semifinali                | Finale / Finale per il bronzo | Posizione |
| Atleta                                       | Evento               | Avversari Risultati | Avversario Risultato       | Avversario Risultato       | Avversario Risultato      | Avversario Risultato          | Posizione |
| -------------------------------------------- | -------------------- | --- | -------------------------- | -------------------------- | ------------------------- | ----------------------------- | --------- |
| Andreea Mogoș                                | Sciabola Categoria A | Gemma Collins-McCann V (4-5) Nataliia Morkvych P (5-0) Eva Andrea Hajmasi P (1-5) Marta Fidrych P (1-5)                               | non qualificata            | non qualificata            | non qualificata           | non qualificata               | 12º       |
| Andreea Mogoș                                | Fioretto Categoria A | Yu Chi Hee P (5-1) Zsuzsanna Krajnyak P (5-4) Gvantsa Zadishvili V (5-2) Nataliia Mandryk V (5-3) Mieko Matsumoto V (5-0)             | Nataliia Mandryk V (15-11) | Nataliia Morkvych P (5-15) | non qualificata           | non qualificata               | 7º        |
| Rossana Pasquino                             | Sciabola Categoria B | Irma Khetsuriani P (5-4) Sylvi Tauber V (4-5) Terry Hayes V (5-0) Saysunee Jana V (5-3) Xiao Rong V (5-1)                             | N.D.                       | Irma Khetsuriani P (14-15) | non qualificata           | non qualificata               | 5º        |
| Rossana Pasquino                             | Spada Categoria B    | Olena Fedota P (2-5) Ludmila Vasileva V (2-0) Saysunee Jana P (3-5) Tan Shumei P (4-5) Gyöngyi Dani V (5-1) Ellen Geddes P (5-3)      | Olena Fedota P (15-9)      | non qualificata            | non qualificata           | non qualificata               | 10º       |
| Loredana Trigilia                            | Sciabola Categoria A | Bian Jing P (5-0) Amarilla Veres P (5-1) Yevheniia Breus P (1-5) Shelby Jensen V (5-1)                                                | Nino Tibilashvili P (15-9) | non qualificata            | non qualificata           | non qualificata               | 10º       |
| Loredana Trigilia                            | Fioretto Categoria A | Carminha Oliveira V (2-5) Nataliia Morkvych P (5-0) Ruth Sylvie Morel V (5-2) Rong Jing P (5-4) Evgeniya Sycheva V (4-5)              | Evgeniya Sycheva P (15-7)  | non qualificata            | non qualificata           | non qualificata               | 9º        |
| Beatrice Vio                                 | Fioretto Categoria B | Irma Khetsuriani V (5-0) Monica Santos V (1-5) Xiao Rong V (1-5) Chung Yuen Ping V (5-2) Chisato Abe V (5-0) Ludmila Vasileva V (5-0) | N.D.                       | Irma Khetsuriani V (6-15)  | Ludmila Vasileva V (4-15) | Zhou Jingjing V (9-15)        | Oro       |
| Andreea Mogos Loredana Trigilia Beatrice Vio | Fioretto a squadre   | Stati Uniti V (45-5) Ucraina V (24-45) Hong Kong V (45-32)                                                                            | N.D.                       | N.D.                       | Ungheria V (27-45)        | Cina P (45-41)                | Argento   |

## Taekwondo
| Atleta           | Evento              | 16-esimi                      | Quarti di finale              | Semifinale                              | Finale / Finale per il bronzo | Posizione |
| Atleta           | Evento              | Avversario Risultato          | Avversario Risultato          | Avversario Risultato                    | Avversario Risultato          | Posizione |
| ---------------- | ------------------- | ----------------------------- | ----------------------------- | --------------------------------------- | ----------------------------- | --------- |
| Antonino Bossolo | Maschile –61 kg K44 | Zukhriddin Tokhirov P (30-64) | Bolor Erdene Ganbat V (28-40) | Nathan Cesar Sodario Torquato P (34-37) | Mahmut Bozteke P (2-14)       | 5º        |

## Tennistavolo
Maschile
| Atleta                        | Evento                          | Girone                                                     | 16-esimi             | Quarti di finale        | Semifinali           | Finale / Finale per il bronzo | Posizione |
| Atleta                        | Evento                          | Avversari Risultati                                        | Avversario Risultato | Avversario Risultato    | Avversario Risultato | Avversario Risultato          | Posizione |
| ----------------------------- | ------------------------------- | ---------------------------------------------------------- | -------------------- | ----------------------- | -------------------- | ----------------------------- | --------- |
| Andrea Borgato                | Individuale classe 1 - Gruppo C | Endre Major P (1-3) Michael Godfrey V (3-1)                | N.D.                 | Thomas Matthews P (0-3) | non qualificato      | non qualificato               | 5º        |
| Federico Falco                | Individuale classe 1 - Gruppo A | Joo Yung Dae P (0-3) Fernando Eberhardt V (3-2)            | N.D.                 | Kim Yeon Uk P (3-0)     | non qualificato      | non qualificato               | 5º        |
| Mohamed Kalem                 | Individuale classe 9 - Gruppo C | Chee Chaoming V (3-0) Ma Lin P (0-3) Joshua Stacey P (2-3) | non qualificato      | non qualificato         | non qualificato      | non qualificato               | N.D.      |
| Matteo Orsi                   | Individuale classe 3 - Gruppo A | Feng Panfeng P (0-3) Maciej Nalepka P (3-1)                | non qualificato      | non qualificato         | non qualificato      | non qualificato               | N.D.      |
| Matteo Parenzan               | Individuale classe 6 - Gruppo B | Peter Rosenmeier P (0-3) Ian Seidenfeld P (0-3)            | non qualificato      | non qualificato         | non qualificato      | non qualificato               | N.D.      |
| Federico Falco Andrea Borgato | A squadre classi 1-2            | N.D.                                                       | N.D.                 | Slovacchia P (0-2)      | non qualificati      | non qualificati               | 5º        |
| Mohamed Kalem Matteo Parenzan | A squadre classi 9-10           | N.D.                                                       | Ucraina P (2-0)      | non qualificati         | non qualificati      | non qualificati               | 9º        |

Femminile
| Atleta                       | Evento                 | Girone                                                                            | Quarti di finale                         | Semifinali           | Finale               | Posizione |
| Atleta                       | Evento                 | Avversari Risultati                                                               | Avversario Risultato                     | Avversario Risultato | Avversario Risultato | Posizione |
| ---------------------------- | ---------------------- | --------------------------------------------------------------------------------- | ---------------------------------------- | -------------------- | -------------------- | --------- |
| Giada Rossi                  | Individuale classi 1-2 | Maria Garrone V (1-3) Isabelle Lafaye V (0-3)                                     | Catia Cristina da Silva Oliveira P (0-3) | non qualificata      | non qualificata      | 5º        |
| Michela Brunelli             | Individuale classi 3   | Veronica Soledad Blanco V (3-0) Anđela Mužinić P (1-3) Edith Sigala Lopez V (3-0) | Lee Mi Gyu P (0-3)                       | non qualificata      | non qualificata      | 5º        |
| Michela Brunelli Giada Rossi | A squadre classe 1-3   | N.D.                                                                              | Thailandia V (1-2)                       | Cina P (2-1)         | non qualificate      | Bronzo    |

## Tiro
| Atleta          | Evento                                                | Qualificazione | Qualificazione | Finale          | Finale          | Posizione |
| Atleta          | Evento                                                | Risultato      | Posizione      | Risultato       | Posizione       | Posizione |
| --------------- | ----------------------------------------------------- | -------------- | -------------- | --------------- | --------------- | --------- |
| Jacopo Cappelli | Maschile R1 – Fucile aria compressa in piedi 10 m SH1 | 606,4          | 16º            | non qualificato | non qualificato | N.D.      |
| Jacopo Cappelli | Misto R3 – Fucile aria compressa prono 10 m SH1       | 628,9          | 31º            | non qualificato | non qualificato | N.D.      |
| Jacopo Cappelli | Misto R6 – Fucile prono 50 m SH1                      | 607,4          | 40º            | non qualificato | non qualificato | N.D.      |
| Jacopo Cappelli | Maschile R7 – Fucile 3 posizioni 50 m SH1             | 1132-22x       | 14º            | non qualificato | non qualificato | N.D.      |
| Nadia Fario     | Femminile P2 – Pistola aria compressa 10 m SH1        | 509-7x         | 25º            | non qualificata | non qualificata | N.D.      |
| Nadia Fario     | Misto P4 – Pistola 50 m SH1                           | 545-5x         | 12º            | non qualificata | non qualificata | N.D.      |
| Andrea Liverani | Misto R4 – Fucile aria compressa in piedi 10 m SH2    | 635,3          | 1º Q           | 230,7           | 3º              | Bronzo    |
| Andrea Liverani | Misto R5 – Fucile aria compressa prono 10 m SH2       | 639,4          | 1º Q           | 124,5           | 8º              | 8º        |
| Andrea Liverani | Misto R9 – Fucile prono 50 m SH2                      | 623,3          | 6º Q           | 208             | 4º              | 4º        |
| Pamela Novaglio | Misto R4 – Fucile aria compressa in piedi 10 m SH2    | 620,5          | 26º            | non qualificata | non qualificata | N.D.      |
| Pamela Novaglio | Misto R5 – Fucile aria compressa prono 10 m SH2       | 633            | 14º            | non qualificata | non qualificata | N.D.      |
| Pamela Novaglio | Misto R9 – Fucile prono 50 m SH2                      | 620,9          | 10º            | non qualificata | non qualificata | N.D.      |

## Tiro con l'arco
Maschile individuale
| Atleta             | Evento             | Qualificazione | Qualificazione | 16-esimi                  | Ottavi di finale     | Quarti di finale     | Semifinale           | Finale / Finale per il bronzo | Posizione |
| Atleta             | Evento             | Risultato      | Posizione      | Avversario Risultato      | Avversario Risultato | Avversario Risultato | Avversario Risultato | Avversario Risultato          | Posizione |
| ------------------ | ------------------ | -------------- | -------------- | ------------------------- | -------------------- | -------------------- | -------------------- | ----------------------------- | --------- |
| Matteo Bonacina    | Arco composto Open | 685            | 16º            | Leon Miyamoto P (141-136) | non qualificato      | non qualificato      | non qualificato      | non qualificato               | 17º       |
| Giampaolo Cancelli | Arco composto Open | 669            | 28º            | Marcel Pavlik P (142-139) | non qualificato      | non qualificato      | non qualificato      | non qualificato               | 17º       |
| Stefano Travisani  | Arco ricurvo Open  | 609            | 12º            | Harvinder Singh P (6-5)   | non qualificato      | non qualificato      | non qualificato      | non qualificato               | 17º       |

Femminile individuale
| Atleta                | Evento             | Qualificazione | Qualificazione | 16-esimi               | Ottavi di finale              | Quarti di finale                  | Semifinale                       | Finale / Finale per il bronzo     | Posizione |
| Atleta                | Evento             | Risultato      | Posizione      | Avversario Risultato   | Avversario Risultato          | Avversario Risultato              | Avversario Risultato             | Avversario Risultato              | Posizione |
| --------------------- | ------------------ | -------------- | -------------- | ---------------------- | ----------------------------- | --------------------------------- | -------------------------------- | --------------------------------- | --------- |
| Elisabetta Mijno      | Arco ricurvo Open  | 633            | 2º             | N.D.                   | Zehra Ozbey Torun V (0-6)     | Dorothea Poimenidou P (6-5)       | non qualificata                  | non qualificata                   | 5º        |
| Asia Pellizzari       | Arco composto W1   | 604            | 3º             | N.D.                   | N.D.                          | Victoria Rumary P (124-130)       | non qualificata                  | non qualificata                   | 7º        |
| Vincenza Petrilli     | Arco ricurvo Open  | 625            | 4º             | N.D.                   | Imalia Oktrininda V (0-6)     | Hazel Chaisty V (2-6)             | Wu Chunyan V (5-6)               | Zahra Nehmati P (5-6)             | Argento   |
| Eleonora Sarti        | Arco composto Open | 672            | 13º            | Choi Na Mi V (140-121) | Jane Karla Gogel V (146 -140) | Maria Andrea Virgilio P (138-121) | non qualificata                  | non qualificata                   | 8º        |
| Maria Andrea Virgilio | Arco composto Open | 684            | 4º             | N.D.                   | Farzaneh Asgari V (136-135)   | Eleonora Sarti V (138-121)        | Phoebe Paterson Pine P (140-137) | Stepanida Artakhinova V (142-139) | Bronzo    |

A squadre miste
| Atleta                                | Evento             | Ottavi di finale     | Quarti di finale     | Semifinale           | Finale / Finale per il bronzo | Posizione |
| Atleta                                | Evento             | Avversario Risultato | Avversario Risultato | Avversario Risultato | Avversario Risultato          | Posizione |
| ------------------------------------- | ------------------ | -------------------- | -------------------- | -------------------- | ----------------------------- | --------- |
| Maria Andrea Virgilio Matteo Bonacina | Arco composto Open | Giappone V (145-144) | RPC P (153-153 SO)   | non qualificati      | non qualificati               | 5º        |
| Elisabetta Mijno Stefano Travisani    | Arco ricurvo Open  | Mongolia V (6-0)     | Giappone V (6-2)     | Iran V (5-3)         | RPC P (5-4)                   | Argento   |